# James Moga
James Moga (Nimule, Sudán, 14 de junio de 1983) es un exfutbolista de Sudán del Sur que jugaba en la posición de delantero.

## Carrera

### Club
| Periodo   | Club                   |
| --------- | ---------------------- |
| 1998-1999 | Beit El Mal            |
| 2000      | Al-Hilal Omdurman      |
| 2000-2002 | Baniyas Club           |
| 2002      | Al-Hilal Omdurman      |
| 2002-2004 | Baniyas Club           |
| 2004-2006 | Al Rams Club           |
| 2006-2007 | Al-Merrikh SC          |
| 2009-2010 | Muscat FC              |
| 2010-2011 | Muktijoddha Sangsad KC |
| 2011      | Sporting Clube de Goa  |
| 2012-2013 | Pune FC                |
| 2013–2014 | East Bengal            |
| 2015      | Kator FC               |
| 2016      | Mohammedan SC Calcuta  |
| 2016-2017 | Rangdajied United      |
| 2019      | Brothers Union         |

### Selección nacional
De 2000 a 2005 jugó para Sudán, con la que jugó 18 partidos a anotó cinco goles, el primero de ellos fue ante Liberia en la victoria por 2-0 en Omdurmán el 18 de junio de 2000 por la clasificación de CAF para la Copa Mundial de Fútbol de 2002.
Luego de que Sudán del Sur declarara su independencia se une a ésta selección, con la que juega de 2012 a 2017 y disputa 18 partidos y anota seis goles. con lo que es el golador histórico de Sudán del Sur.

## Estadísticas

### Goles con Sudán
- Fuente:[9]

| N.º | Fecha                 | Sede                                     | Rival        | Resultado | Torneo                                                  |
| --- | --------------------- | ---------------------------------------- | ------------ | --------- | ------------------------------------------------------- |
| 1.  | 18 de junio de 2000   | Stade de Omdurman, Omdurman, Sudán       | Liberia      | 2–0       | Clasificación para la Copa Mundial de Fútbol de 2002    |
| 2.  | 2 de julio de 2000    | Khartoum Stadium, Jartum, Sudán          | Eritrea      | 6–1       | Clasificación para la Copa Africana de Naciones de 2002 |
| 3.  | 25 de febrero de 2001 | Al-Merrikh Stadium, Omdurman, Sudán      | Ghana        | 1–0       | Clasificación para la Copa Mundial de Fútbol de 2002    |
| 4.  | 10 de marzo de 2001   | National Stadium, Freetown, Sierra Leona | Sierra Leona | 2–0       | Clasificación para la Copa Mundial de Fútbol de 2002    |
| 5.  | 3 de junio de 2001    | Alexandria Stadium, Alexandria, Egipto   | Egipto       | 2–3       | Clasificación para la Copa Africana de Naciones de 2002 |

### Goles con Sudán del Sur
| N.º | Fecha                   | Sede                                                          | Rival   | Resultado | Torneo                                                        |
| --- | ----------------------- | ------------------------------------------------------------- | ------- | --------- | ------------------------------------------------------------- |
| 1.  | 10 de julio de 2012     | Juba Stadium, Juba, Sudán del Sur                             | Uganda  | 2–2       | Amistoso                                                      |
| 2.  | 27 de noviembre de 2015 | Bahir Dar Stadium, Bahir Dar, Etiopía                         | Malaui  | 2–0       | Copa CECAFA 2015                                              |
| 3.  | 28 de marzo de 2017     | Juba Stadium, Juba, Sudán del Sur                             | Yibuti  | 6–0       | Clasificación para la Copa Africana de Naciones de 2019       |
| 4.  | 28 de marzo de 2017     | Juba Stadium, Juba, Sudán del Sur                             | Yibuti  | 6–0       | Clasificación para la Copa Africana de Naciones de 2019       |
| 5.  | 22 de abril de 2017     | El Hadj Hassan Gouled Aptidon Stadium, Djibouti City, Djibuti | Somalia | 2–1       | Clasificación para el Campeonato Africano de Naciones de 2018 |
| 6.  | 30 de abril de 2017     | Juba Stadium, Juba, Sudán del Sur                             | Somalia | 2–0       | Clasificación para el Campeonato Africano de Naciones de 2018 |

## Logros
- Copa de Sudán: 4

2000, 2002, 2006, 2007
- Liga de Fútbol de Calcuta: 1

2014